# Petabyte
Petabyte (xuất phát từ tiền tố SI peta-) là một đơn vị thông tin hay lưu trữ máy tính bằng với một triệu tỷ byte. Thường được viết tắt là PB. Khi được dùng như bội số của byte, tiền tố SI có thể dùng để chỉ lũy thừa của 1000 hoặc 1024, nên con số chính xác có thể là:
- 1.000.000.000.000.000 bytes — 10005, hay 1015, hay
- 1.125.899.906.842.624 bytes — 10245, hay 250.l

Thuật ngữ "pebibyte", sử dụng tiền tố nhị phân, đã được đề nghị để dùng cho nghĩa thứ hai để tránh nhầm lẫn với nghĩa thứ nhất.

## Việc sử dụng Petabyte
- Vào năm 2006, Google sử dụng không gian ổ cứng đến 2 petabyte[1].
- 15 petabyte dữ liệu sẽ được tạo ra mỗi năm trong các nghiên cứu vật lý hạ nguyên tử sử dụng Large Hadron Collider của CERN.[2]
- Vào tháng 10 2004, Phòng nghiên cứu quốc gia Lawrence Livermore đã cài đặt hơn 1,1 petabyte dung lượng mạng   tốc độ cao trên BlueGene[3].
- Wayback Machine dùng để lưu trữ Internet chứa khoảng 60 petabyte dữ liệu và đang phát triển với tỷ lệ 20 terabyte mỗi tháng. (vào năm 2006)[4]